# Правильный шестиугольник
Правильный шестиугольник (или гексагон от греч. εξάγωνο) — правильный многоугольник с шестью сторонами.

## Свойства
- Особенность правильного шестиугольника — равенство его стороны и радиуса описанной окружности ({\displaystyle R=t}), поскольку {\displaystyle 2\sin {\frac {\pi }{6}}=1}.
- Все углы равны 120°.
- Радиус вписанной окружности равен:
{\displaystyle r={\frac {\sqrt {3}}{2}}R={\frac {\sqrt {3}}{2}}t}
- Периметр правильного шестиугольника равен:
{\displaystyle P=6R=4{\sqrt {3}}r}
- Площадь правильного шестиугольника рассчитывается по формулам:
{\displaystyle S={\frac {3{\sqrt {3}}}{2}}R^{2}={\frac {3{\sqrt {3}}}{2}}t^{2}}
{\displaystyle S=2{\sqrt {3}}r^{2}}

- Шестиугольники замощают плоскость (то есть могут заполнять плоскость без пробелов и наложений).
- Правильный шестиугольник со стороной {\displaystyle {\frac {1}{\sqrt {3}}}} является универсальной покрышкой, то есть всякое множество диаметра 1 можно покрыть правильным шестиугольником со стороной {\displaystyle {\frac {1}{\sqrt {3}}}} (лемма Пала)[1].

## Построение
Правильный шестиугольник можно построить с помощью циркуля и линейки. Ниже приведён метод построения, предложенный Евклидом в «Началах», книга IV, теорема 15.

## Правильный шестиугольник в природе, технике и культуре
- Пчелиные соты показывают разбиение плоскости на правильные шестиугольники.
- Некоторые сложные молекулы углерода (напр., графит) имеют гексагональную кристаллическую решётку.
- Гигантский гексагон — атмосферное явление на Сатурне.
- Сечение гайки и многих карандашей имеет вид правильного шестиугольника.
- Игровое поле гексагональных шахмат составляют шестиугольники, в отличие от квадратов традиционной шахматной доски.
- Гексаграмма — шестиконечная звезда, образованная двумя правильными треугольниками. Под названием звезда Давида она является символом иудаизма.
- Гексагон[фр.] является символом Франции, потому что географические очертания её материковой части напоминают данную геометрическую фигуру.

| |  |  |
| Слева направо: Пчелиные соты; Графен — одна из аллотропных модификаций углерода; Гигантский гексагон. |  |  |